# Derek Johnstone
Derek Joseph Johnstone (Dundee, 1953. november 4. – ) skót válogatott labdarúgó, edző. 

## Pályafutása

### Klubcsapatban
Dundee-ban született. Pályafutása nagy részét a Rangers játékosaként töltötte. 1970 és 1983 között egy KEK-et, három skót bajnoki címet, öt skót kupát és öt skót ligakupát nyert a Rangers tagjaként. 1983 és 1985 között a Chelsea játékosa volt, de 1983-ban a Dundee United vette kölcsön. 1985 és 1986 között ismét a Rangersben szerepelt, azt követően pedig 1986 és 1987 között a Partick Thistle játékosedzője volt. 

### A válogatottban
1973 és 1979 között 14 alkalommal szerepelt az skót válogatottban és 2 gólt szerzett. Részt vett az 1978-as világbajnokságon. 

## Sikerei, díjai
Rangers FC
- Skót bajnok (3): 1974–75, 1975–76, 1977–78
- Skót kupa (5): 1972–73, 1975–76, 1977–78, 1978–79, 1980–81
- Skót ligakupa (5): 1970–71, 1975–76, 1977–78, 1978–79, 1981–82